# Slovanští skladatelé
Slovanští skladatelé je název monumentálního obrazu ruského malíře Ilji Jefimoviče Repina. Honorář za jeho vytvoření definitivně ukončil Repinovy finanční potíže a obraz se stal jeho nejrozměrnějším dílem. Čtyřmetrová olejomalba vznikla v letech 1871–1872 pro výzdobu hotelového komplexu Slovanský bazar v Moskvě. Od roku 1917 je umístěn v budově Moskevské státní konzervatoře Petra Iljiče Čajkovského.   

## Historie
V roce 1869 zakoupil ruský slavjanofil, podnikatel, politik a filantrop Alexander Porochovščikov pozemek a budovu v moskevské historické čtvrti Kitaj-Gorod a rozhodl si jí přebudovat v hotelový komplex Slovanský bazar, určený především k setkávání slovanských umělců a průmyslníků. Největší místností v plánovaném objektu měla být přednášková a koncertní síň pro 450 osob, nazvaná Ruská beseda. Stěnu této místnosti se rozhodl pokrýt rozměrnou malbou na téma Setkání ruských, polských a českých skladatelů. Jako prvního oslovil významného malíře rozměrných pláten Konstantina Makovského, který za plátno požadoval 25 000 rublů. Méně známí malíři požadovali za dílo 15 000 rublů, ale i to desetinásobně převyšovalo peníze, které byl podnikatel ochoten na obraz použít. Myšlenkou vybudování Slovanského bazaru i tvorbou obrazu byl nadšen významný slavjanofil, umělecký kritik a veřejný činitel Vladimir Vasiljevič Stasov. Ten podnikateli doporučil čerstvého absolventa Výtvarné akademie Ilju Jefimoviče Repina. Mladý malíř, balancující na hranici chudoby, s nabízenou částku 1500 rublů nejen že souhlasil, ale považoval ji za obrovskou. 
Repin začal malovat v prosinci 1871 v Petrohradě v dílně, která mu byla přidělena v budově akademie. Vladimír Stasov pracoval nedaleko v knihovně. Neustále spolu komunikovali, oba ten obraz milovali a vynaložili veškeré úsilí pro jeho budoucí význam. Seznam postav vytvořil zakladatel a ředitel Moskevské konzervatoře Nikolaj Grigorjevič Rubinštejn. Vladimír Stasov se pak ujal shánění fotografií, obrazů či rytin mnohdy již zesnulých hudebníků. Také domlouval sezení se živými, ale na ty se dostavili pouze Eduard Nápravník, Milij Balakirev a Nikolaj Rimskij-Korsakov. Vzniklé skici z těchto sezení nakonec skončily v Treťjakovské galerii. Po převezení obrazu do auly Slovanského bazaru se dostavil i sám Nikolaj Rubinštejn, který byl na místě zakomponován přímo do obrazu. Krátce na to se objevil i Ivan Sergejevič Turgeněv a dílo odsoudil jako směšný nápad spojit živé s mrtvými. Na svém názoru trval i po tom, co mu Repin připomněl slavný půlkruh pařížské akademie umění, sedmadvacetimetrovou fresku Paula Delarocheho, kde se setkávají renesanční mistři se sochaři starověkého Řecka. Turgeněv však považoval Porochovščikova za podvodníka a nazýval ho Chlestakovem, jeho Slovanský bazar nepřišel vychvalovat. Třebaže Turgeněvovo odsouzení mladého malíře ranilo, nic to nezměnilo na konečném úspěchu.
Na velkolepé otevření Slovanského bazaru 10. května 1872 Repin vzpomíná:“ Porochovščikov triumfuje a řítí se od jednoho vysoce postaveného úředníka k druhému, ještě vyššímu. Září štěstím, zrudlý přimhouří oko a já vidím, že mě hledá. -- Kde jste? Ani si nedokážete představit, jaký je to úspěch! Každý se na Vás ptá, chce Vás vidět! A cizinci ani nevěří, že obraz byl namalován v Rusku. -- Byl jsem nade vší míru štědře odměněn slávou a úspěchem.“
V následujících letech se Slovanský bazar stal centrem veřejného života v Moskvě. V blízkosti obrazu se uskutečnily významné akce a ocitly se významné osobnosti. Po premiéře opery Střevíčky v roce 1887 se před obrazem konal banket na počest Petra Iljiče Čajkovského, v roce 1890 zde byl slavnostně uvítán Antonín Dvořák. Obraz se stal majetkem akciové společnosti a když chtěl Pavel Treťjakov zakoupit obraz do své galerie, byl odrazen cenou, která již s honorářem za obraz neměla nic společného.
V únoru 1917 se Slovanský bazar stal velitelstvím Rudé armády, obraz byl srolován a umístěn v zimní zahradě. Po revoluci byl pověšen v sále Moskevské konzervatoře, kde visí doposud. 

## Přehled postav
Dominantní skupinou ve středu obrazu je Mocná hrstka. V modrém kabátě s rukama za zády stojí Michail Ivanovič Glinka při diskusi s naproti stojícím vůdčím představitelem této skupiny Milijem Alexejevičem Balakirevem. Debatě naslouchá hudební kritik Vladimir Fjodorovič Odojevskij, stojící mezi nimi. Nalevo od této skupiny stojí v uniformě námořního důstojníka další člen této skupiny Nikolaj Rimskij – Korsakov. Mezi Korsakovem a Balakirevem se objevuje, sedící zboku na židli Alexandr Sergejevič Dargomyžskij, příznivec Mocné hrstky a přítel Glinkův.
Česká skupina uvádí celý obraz zleva. Stojící Eduard Nápravník, rozmlouvá se sedícím Bedřichem Smetanou, listujícím v partituře. Rozhovoru naslouchá vsedě Karel Bendl, ve své době jeden z nejúspěšnějších autorů oper na české scéně. Za ním si bradu rukou opírá varhaník od Týna a Panny Marie Sněžné v Praze Václav Emanuel Horák. 

V pravé části obrazu se kolem klavíru nachází další výrazná skupina. Na stoličce sedí klavírní virtuóz Anton Rubinštejn, o desku klavíru je opřen jeho bratr Nikolaj, zakladatel a ředitel moskevské konzervatoře a profesor klavírní hry. Poslední výraznou postavou, stojící za Antonem Rubinštejnem ve světlém obleku s rukama za zády, je Alexandr Nikolajevič Serov, jehož opera Judita patřila v době tvorby obrazu v Rusku mezi nejoblíbenější.

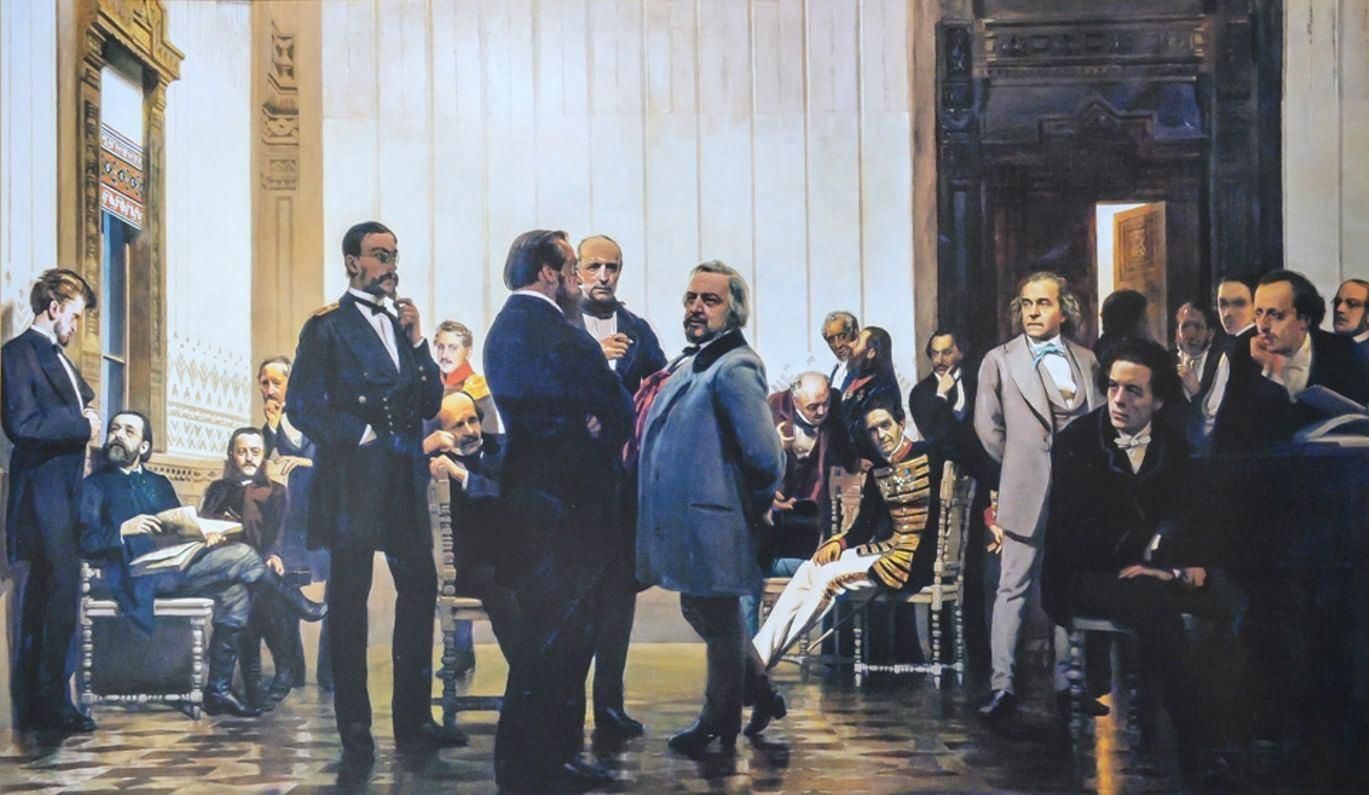

Polské skupině malíř věnoval pravé pozadí. Mezi bratry Rubinštejnovými stojí za klavírem mistr tohoto nástroje Frederik Chopin. Za Chopinem tvoří trojici polských hudebníků zleva doprava Karol Lipiński, Michał Kleofas Ogiński a Stanisław Moniuszko. Třebaže jsou polští hudebníci zobrazení v pozadí, na rozměrném obrazu jsou při Repinově mistrovství snadno rozpoznatelní a polský divák národního skladatele Moniuszka identifikuje stejně snadno, jako divák český Bedřicha Smetanu.
Střed figurálního pozadí je věnován vokální tvorbě. Ústřední postavou této pasáže je Alexej Fjodorovič Lvov, autor chorálu Bože, chraň cara, který v době Repinovy tvorby byl ruskou hymnou. Sedí na židli v uniformě soudního rady a dívá se na diváka. K němu se naklání Alexej Nikolajevič Vjerstovskij, divadelní činovník a autor ve své době populárních oper. Za nimi debatují autor chorální hudby Peter Ivanovič Turčaninov (v úboru arcikněze) s dalším autorem děl pro sborový zpěv Dmitrijem Stěpanovičem Bortňanským. Sbormistr a autor učebnice zpěvu Alexander Jegorovič Varlamov ukončuje vokální skupinu napravo od Turčaninova. Samostatnou postavou, stojící ve vojenské uniformě v pozadí mezi Glinkou a Balakirevem, je klavírista a autor klavírní literatury Ivan Fjodorovič Laskovskij. 

## Výběr postav
Investor Porochovščikov požádal o výběr postav ředitele Moskevské konzervatoře Nikolaje Rubinštejna jako dostatečné autority na to, aby o výběru nemusel vést s nikým jiným diskuse. Mladý Repin byl přítelem a obdivovatelem Borodina a Musorgského a velmi ho mrzelo, že nemůže zobrazit právě je. Porochovščikov však na Repinovu výtku odpověděl, že jemu tam zase chybí Čajkovskij, ale ať se nezdržuje výběrem postav a k návrhu Rubinštejna nic nepřidává, ani z něj nic neodebírá. Ve prospěch Borodina a Musorgského intervenoval u Rubinštejna i Vladimir Stasov, ale Rubinštejn byl neoblomný. Konzervativní kruhy inovátora ruské hudby Musorgského nepřijímaly a akademické hudební autority neuznávají samouky. Bez hudebního vzdělání byl i Borodin a jako profesor chemie byl sice přítelem Dmitrije Mendělejeva, ale nebyl přítelem Nikolaje Rubinštejna. Důvody absence Petra Iljiče Čajkovského známy nejsou, Nikolaj Rubinštejn Čajkovského přitom již v této době všemožně podporoval a k rozkolu kvůli klavírnímu koncertu b moll došlo až o dva roky později. Pravděpodobně se mohl zdát ještě příliš mladým. Ostatně výběr postav pro obraz, u kterého se očekávala vysoká návštěvnost vlivných lidí, byla do značné míry věcí diplomacie. Tak se například ve středu plátna ocitá místo slovanského skladatele vlivný slovanský hudební kritik a politik (V. F. Odojevskij).  